# 제벨 아크다르 전쟁
제벨 아크다르 전쟁(아랍어:  حرب الجبل الأخضر  Ḥarb al-Jebel el-ʾAkhḍar[*])은 제벨 아크다르 반란 또는 오만 전쟁(아랍어:  حرب عمان  Ḥarb ʻumān[*])으로도 알려져 있으며, 1954년에 그리고 1957년에 다시 오만에서 발발했다. 이 전쟁은 오만 내륙 지역의 현지 오만인들이 자신들의 선출된 이맘 갈리브 알히나이의 지휘 아래 오만 이맘국을 사이드 빈 타이무르 오만 술탄의 점령 계획으로부터 보호하려는 노력으로 일어났는데, 술탄은 오만 내륙 지역의 유전 접근권을 열망하는 영국 정부의 지원을 받았다. 사이드 술탄은 이라크 석유 회사(IPC)로부터 오만 이맘국을 점령하기 위한 군대를 양성할 직접적인 자금을 지원받았다. IPC는 오늘날 로열 더치 쉘, 토탈, 엑슨모빌, 브리티시 페트롤리움(BP)로 알려진 석유 회사들의 컨소시엄으로, 후자(BP)는 영국 정부가 대주주였다.
이맘국은 결국 아랍 국가들의 지원을 받았다. 전쟁은 1959년까지 계속되었고, 영국군이 이맘국에 대한 직접적인 공중 및 지상 공격을 결정하여 술탄국이 승리했다. 무스카트 술탄들이 모든 중요한 문제에 대해 영국 정부와 상의하겠다는 서명한 선언, 영국 이익에 유리하게 양측이 서명한 불평등 무역 조약, 오만 쿠리야 무리야 제도의 영국 할양, 그리고 영국이 국방 및 외교를 포함한 술탄국 정부 부처에 대해 행사한 광범위한 통제는 술탄국을 사실상 영국 식민지로 만들었다. 유엔 총회는 1965년, 1966년 그리고 1967년에 다시 '오만 문제' 결의안을 채택하여 영국 정부에게 현지인들에 대한 모든 억압적인 조치를 중단하고 오만에 대한 영국의 통제를 끝내며 오만 사람들의 자결권과 독립에 대한 양도할 수 없는 권리를 재확인하라고 촉구했다.

## 배경
18세기 중반, 아흐메드 빈 사이드 알 부사이디는 오만에서 페르시아 식민주의자들을 축출하고 루스타크를 수도로 하는 오만의 선출된 이맘이 되었다. 1783년 이맘 아흐메드 사망 후, 그의 아들 사이드 빈 아흐메드가 선출된 이맘이 되었다. 이후 19세기 동안 알 부사이디 술탄들의 세습 통치가 무스카트에서 시작되었으나, 아잔 빈 카이스가 선출된 이맘이 되었던 짧은 기간(1868–1871년)은 예외였다. 대영 제국은 다른 유럽 국가들의 증가하는 세력을 억누르고 17세기에 성장한 오만의 해양 세력을 억제하기 위해 동남 아라비아를 지배하는 데 열심이었다. 따라서 대영 제국은 18세기 말 무스카트의 알 부사이디 군주제를 지지하기로 결정했다. 대영 제국은 시간이 흐르면서 술탄들에게 군사적 보호를 제공하면서 무스카트에서 영국의 정치적, 경제적 이익을 증진시키려는 목적으로 술탄들과 일련의 조약을 체결하기 시작했다. 19세기 말까지 무스카트는 영국 대출에 점점 더 의존하게 되었고 저개발 상태로 남아 있었다. 영국 정부는 국방장관과 정보국장, 술탄의 수석 고문, 그리고 두 명을 제외한 모든 장관들이 영국인으로서 술탄국에 대한 행정 통제를 유지했다. 무스카트에 거주하던 영국 정치 요원은 무스카트에 대한 영국 정부의 영향력을 완전히 "이기적"이라고 묘사하며 현지인들의 사회적, 정치적 조건에 전혀 관심을 기울이지 않았고, 이는 오만 내륙 지역을 소외시키기 시작했다.
19세기 말과 20세기 초에 걸쳐 오만 내륙 지역인 오만 이맘국과 무스카트 술탄국 간의 긴장이 고조되기 시작했다. 이맘국은 술탄국과 유사하게 이바디파에 의해 통치되었으나, 양측 간의 분쟁은 대부분 정치적인 것이었다. 오만에서 1,200년 이상 주기적으로 나타난 이맘국은 무스카트와 오만에 대한 대영 제국의 영향력 증가를 거부했다. 내륙의 오만인들은 오만에 대한 외세의 영향에 일관되게 반대했다. 1913년, 이맘 살림 알하루시는 반무스카트 반란을 일으켰고, 이 반란은 1920년까지 지속되었다. 당시 영국이 중재한 시브 조약 체결을 통해 이맘국과 술탄국이 평화를 이루었는데, 이때 영국은 오만 내륙 지역에 경제적 이익이 없었다. 이 조약은 오만 내륙의 이맘국에 자치 통치권을 부여하고, 오만 해안 지역인 무스카트 술탄국의 주권을 인정했다.
아라비아만의 다른 지역에서 유전이 발견되자 영국 석유 회사들은 오만에서 석유를 탐사하는 데 열심이었다. 1923년 1월 10일, 술탄국과 영국 정부 간에 협정이 체결되었는데, 술탄국은 무스카트에 거주하는 영국 정치 요원과 상의하고 술탄국 내에서 석유를 추출하기 위해 인도 고등 정부의 승인을 받아야 했다. 1928년 7월 31일, 앵글로-페르시아 회사(나중에 브리티시 페트롤리움으로 개명), 로열 더치 쉘, 콤파니 프랑세즈 데 페트롤(나중에 토탈로 개명), 니어 이스트 개발 공사(나중에 엑슨모빌로 개명), 그리고 칼루스트 굴벤키안(아르메니아 사업가) 간에 레드 라인 협정이 체결되어 오스만 제국 해체 후 지역(아라비아 반도 포함)에서 공동으로 석유를 생산하기로 했으며, 4개 주요 회사 각각 23.75%의 지분을, 칼루스트 굴벤키안이 나머지 5%의 지분을 보유했다. 이 협정은 서명 당사자 중 누구도 다른 이해 관계자를 포함하지 않고 합의된 지역 내에서 석유 채굴권 설정을 추구할 수 없다고 규정했지만, 협정에 참여하지 않은 다른 석유 회사들은 개별적으로 석유 채굴권을 추구할 기회를 가졌고, 이로 인해 스탠더드 오일 오브 캘리포니아(나중에 셰브론으로 개명)가 1933년 사우디아라비아와 석유 채굴권을 획득했다. 다음 해인 1929년, 협정 회원들은 이라크 석유 회사(IPC)를 설립했다.
사이드 빈 타이무르가 무스카트 술탄국의 통치자가 되었을 때, 이 지역의 방어는 영국과의 조약으로 보장되었다. 무스카트의 유일한 군대는 부족군과 파키스탄 발루치스탄에서 모집된 궁궐 경비대였다(술탄이 과다르 항구를 소유했던 역사적 특이점 때문에). 사이드 술탄은 그의 전임자인 아버지와 유사하게 석유 채굴권을 포함한 모든 중요한 문제에 대해 영국 정부와 상의하겠다는 선언에 서명했다.
1937년, 술탄과 영국 석유 회사들이 운영하는 IPC 자회사 간에 IPC에 석유 채굴권을 부여하는 협정이 체결되었고, 술탄은 상당한 계약금을 받았다. IPC는 술탄국 지역에서 석유를 발견하지 못하자 술탄에게 오만 내륙에 석유 매장량이 존재할 수 있다고 알리고, 이맘국의 잠재적 저항에 맞서 무장 세력을 양성하는 데 재정적 지원을 제안했다. 영국 정부는 술탄국 영토 확장에서 이익을 얻으려 했고, 오만에서의 석유 발견을 중동 다른 지역의 불안정성에 대한 귀중한 보험으로 간주했기 때문에 IPC의 계획을 선호했다. 영국 정부의 지지를 받은 사이드 술탄은 철권 통치를 펼쳤으며, "퇴폐적"이라고 간주하는 모든 것과 모든 형태의 비판을 금지하는 비개발 정책을 따랐다. 1951년 12월 20일, 영국과 술탄국 간에 우호 조약이 체결되었는데, 술탄국은 영국에서 수입되거나 영국으로 수출되는 상품의 이동을 금지하거나 제한하지 않아야 하며, 이는 몇 가지 예외를 제외하고는 다른 국가에 대한 수출 또는 수입 제한에는 적용되지 않았다.
1954년 이전에는 술탄국과 사우디아라비아 사이에 유전 매장량이 있는 것으로 알려진 부라이미 오아시스의 소유권을 두고 분쟁이 있었다. 1953년 초, 술탄국은 사우디아라비아의 부라이미 점령에 대처하고 휴전 오만을 사우디의 추가 침략으로부터 보호하기 위해 500명의 병력을 준비했다. 1953년 8월, 무스카트 군대는 부라이미로 진격할 준비를 하고 있었지만, 영국 정부는 평화적 해결을 위한 협상이 진행되는 동안 술탄에게 보류할 것을 요청했다. 1955년 10월, 이든 영국 총리의 명령에 따라 영국군은 부라이미에 진입하여 이 지역을 술탄국의 일부로 선포했다. 부라이미 소유권 분쟁은 술탄국과 이맘국 간의 전쟁 기간 내내 계속되었다.

## 초기 계획
술탄국의 오만 내륙 진격 계획은 1945년 초 이맘 알칼릴리(알히나이 이맘의 전임자)의 병세가 악화되었다는 소식이 전해지면서 시작되었다. 사이드 빈 타이무르 술탄은 이맘 사망 직후 이맘국을 점령하고 선거가 있을 때 이맘국 내에서 발생할 수 있는 잠재적 불안정성을 이용하겠다는 의사를 영국 정부에 표명했다. 석유 회사가 오만 내륙과 직접 협상하려는 아이디어는 무스카트에 거주하던 영국 정치 요원에게는 선호되지 않았는데, 이는 이맘국의 권위를 인정하는 것이 되고 따라서 이맘국의 위신을 높일 것이라는 정당화를 제공했다. 영국 정치 요원은 내륙의 석유 매장지에 접근하는 유일한 방법은 술탄이 이맘국을 장악하도록 돕는 것이라고 믿었다. 이후 영국 정부의 입장은 술탄을 소외시키지 않고, IPC가 술탄에게서 받은 채굴권이 술탄국 지역뿐만 아니라 오만 전체를 포괄한다는 주장을 무효화시키지 않기 위해 내륙과의 직접적인 관계를 맺을 잠재력을 제거하는 것이었다. 사이드 술탄은 오만 내륙의 두 주요 공동체인 히나위와 가피리 사이의 오랜 라이벌 관계가 새로운 이맘을 선출할 때 다시 나타날 것이라고 믿었고, 이를 달성하기 위해 노력했다. 영국 원조를 받아 사이드 술탄은 1937년부터 많은 가피리들을 이맘국에서 이탈시키려 시도했지만, 이러한 시도는 나중에 실패로 판명되었다. 1946년, 영국 정부는 이맘국 점령을 위한 술탄의 노력을 준비하기 위해 무기 및 탄약, 보조 물품 및 장교를 제공했다. 1946년 9월, 영국 정부는 영국 왕립 공군(RAF)을 이용한 오만 내륙 점령 제안을 평가했다. 영국 정부는 국제적 비판과 유엔 안전 보장 이사회에 영국 정부를 소환할 수 있는 군사력 사용에 "원칙적으로" 주저했지만, RAF 사용이 오만 내륙의 석유 탐사를 가속화할 것이라는 점을 인정했다. 1954년 5월 3일, 이맘 알칼릴리가 사망하고 이전에 이맘 알칼릴리의 판사이자 조수였던 갈리브 알히나이가 선출되었다.

## 연표

### 첫 번째 분쟁
전쟁은 1954년 10월 10일 사이드 술탄이 이맘국 영토 내의 지역인 파후드 근처에서 석유 탐사를 위해 IPC 석유 탐사자들에게 처음으로 허가를 내주고 군대를 보내 이를 점령하면서 촉발되었다. 이 조치는 이맘국에 의해 자치권을 인정하는 시브 조약 위반으로 간주되었다. 다음 날, 술탄국 병력은 타남을 점령하기 위해 이동했다. 파후드와 타남의 점령은 이맘국 전체를 점령하려는 술탄국의 큰 계획에 대한 서막에 불과했다. 1954년 12월 13일, 8명의 영국 장교가 포함된 무스카트 및 오만 야전군(MOFF, 나중에 술탄군(SAF)으로 개명)은 파후드에서 아담으로 진격하여 점령했다. 그 후 1955년 12월 15일, 이맘국의 수도인 니즈와가 술탄국에 의해 점령되었다. 이맘국은 일시적으로 패배했고, 술탄국의 붉은 깃발이 반세기 만에 처음으로 내륙 지역에 휘날렸다. 그러나 루스타크의 왈리이자 이맘의 어린 동생인 탈리브 알히나이는 사우디아라비아로 도피한 후 카이로(이집트)로 가서 술탄국과의 전쟁에서 아랍의 지원을 요청했다.

### 아랍 국가들의 지원
가말 압델 나세르 대통령이 이끄는 아랍 세계의 반제국주의와 아랍 통합의 부상은 이집트와 이라크가 제벨 아크다르 전쟁에서 이맘국의 대의를 지지하도록 촉발했다. 오만 내륙 지역은 카이로(이집트)에 오만 이맘국 사무소를 설립했다. 술탄국과 사우디아라비아 간의 부라이미 분쟁, 그리고 나세르 대통령의 아랍 세계에서의 명성을 가리려는 사우디의 시도는 사우디가 이맘국을 지원하도록 촉발했다. 미국은 1957년 8월 존 덜레스 국무장관이 기자회견에서 밝힌 바와 같이 분쟁에 개입하지 않는 입장을 취했으며, 이맘국이 카이로 주재 미국 대사관을 통해 영국과의 평화 협상을 통해 분쟁을 해결해 달라고 미국에 호소한 후에도 관련 당사자들 간의 중재를 시도하지 않았다. 미국의 이해관계는 사우디아라비아와 영국 모두의 동맹국으로서 부라이미 오아시스에 대한 분쟁을 벌이고 있는 양측 모두에 걸쳐 있었으며, 스탠더드 오일 오브 캘리포니아(나중에 셰브론으로 개명)가 소유한 사우디 아람코 회사와 니어 이스트 개발 공사(나중에 엑슨모빌로 개명)가 부분적으로 소유한 IPC 모두에 지분을 가지고 있었고, 이들은 모두 아라비아 반도에서 석유 채굴권을 놓고 경쟁하고 있었다.
사우디아라비아로 도피했다가 이집트로 간 이맘의 동생 탈리브 빈 알리 알히나이는 1957년 300명의 잘 갖춰진 오만 전사들과 함께 알바티나 해안에 상륙하여 오만으로 돌아왔다. 두 번째 전사 집단은 칼하트에 상륙하여 비디야로 향했고, 그곳에서 양측 간에 충돌이 발생했다. 탈리브의 계획은 무스카트 및 오만 야전군(MOFF) 병력을 오만 중앙 지역에서 비디야로 유인하는 것이었다. 탈리브와 그의 병력은 오만 중앙 지역으로 성공적으로 진입했고, 그곳에서 와디 알울라에서 갈리브 이맘과 합류했다. 반란은 탈리브의 병력이 빌라드 사이트 근처의 요새화된 탑을 장악하면서 다시 발생했는데, 야전군은 이를 파괴할 중화기가 부족했다. 중령 치즈맨의 명령에 따라 MOFF는 쉬운 승리를 기대하며 포병대를 빌라드 사이트로 이동시켰다. 그러나 이맘국의 병력은 예상보다 훨씬 잘 조직되어 있었고, 빌라드 사이트 작전은 포기되었다. 탈리브의 병력은 MOFF의 통신선을 차단하고 오만 내륙의 여러 전선에서 싸웠으며, 결국 바흘라 요새를 점령했다. 내륙의 주요 부족 중 하나인 술레이만 빈 힘야르 셰이크는 술탄에 대한 공개적인 반항을 선포하고 전면적인 봉기를 시작했다. MOFF는 타누프, 카마, 니즈와에서 심한 매복 공격을 받았다. 타누프 근처에서 MOFF와 반군 간의 교전은 MOFF의 패배와 군용 차량 거의 12대를 포함한 상당량의 군사 장비 손실로 이어졌다. MOFF의 군 장교 중 한 명인 앤더슨 소령은 술탄에게 병력을 사막으로 철수시키고 니즈와를 유지하려는 한 군사 부대를 제외하고는 오만 내륙에서 철수할 것을 촉구했다. MOFF는 봉기를 지지하는 적대적인 마을과 촌락을 통해 후퇴하려다가 크게 파괴되었다. 몇 주간의 소규모 전투 끝에 내륙 지역 주민들의 민간인 지원이 없자, 오만 내륙에 남아 있던 나머지 MOFF 병력은 파후드로 돌아가 항복할 수밖에 없었다. 이맘국의 병력은 니즈와 (수도), 피르크, 이즈키, 타누프, 바흘라, 제벨 아크다르를 술탄국의 통제에서 해방시켰고, 이브리는 술탄국의 점령 하에 남아 있는 유일한 지역이었다.

### 술탄국 군대 증강
1957년 7월, 오만 내륙 지역에서 일련의 패배를 겪은 결과, 영국 정부는 술탄에게 군사 원조를 확대했다. 영국 아라비아 반도 주둔군 사령관인 모리스 히스 공군 부사령관은 술탄의 지상군을 항공 지원하여 무기 및 탄약을 포함한 보급품을 제공하고, 영국 캐머로니언의 한 중대를 부라이미에서 내륙으로 이동시키고 오만군이 점령한 요새 중 하나를 공격하라는 명령을 받았다. 바레인 주재 영국 외무부는 1957년 7월 RAF 제트기를 이용해 오만 내륙 지역 주민들의 물 공급원과 대추야자 농장(수확철이 막 시작될 때)에 공습을 감행하기로 술탄과 합의했다. 1958년 7월 25일, 이맘국의 지속적인 강력한 저항으로 인해 영국 정부는 술탄국의 군대를 증강하고 직접적인 군사 지원을 훨씬 더 큰 규모로 확대하기로 결정했다. 한편, 영국 정부는 수에즈 위기 이후의 세계와 이 시기 아랍 세계에서 반제국주의 감정의 부상 속에서 중동 문제에 "덜 눈에 띄게" 개입하려는 일반적인 목표를 가지고 있었다. 따라서 술탄과 영국 지도자들 사이에 서한이 오고 갔고, 이어서 '경제 개발 지원' 협정이 체결되었는데, 이는 영국 장교들을 소규모 부대에 배치하고 술탄군(SAF) 전체를 지휘하게 함으로써 SAF를 강화하는 내용을 포함했다. 병력 증강과 오만 내륙을 공격하기 위한 군사 전략 개발 이후, 첫 번째 공세는 영국 왕립 공군(RAF) 드 하빌랜드 베놈 전투기가 10~12회 출격하여 이맘국의 여러 목표를 로켓으로 공격하면서 시작되었다. RAF 베놈 전투기는 이즈키 요새, 니즈와 요새, 타누프 요새, 비르카트 알마우즈 요새를 공격했다. 지상에서는 파후드에서 니즈와로 진격하기 위한 한 개 부대가 편성되었으며, 이는 스튜어트 카터 중령의 지휘를 받았다. 다른 한 개 부대는 무스카트에서 사마일을 거쳐 오만 내륙으로 이동할 계획이었으며, 이는 프랭크 호그 중령의 지휘를 받았다. 두 부대 모두 영국군 준장 J.A.R. 로버트슨의 지휘 아래에 놓였다. 지상군의 진격은 밤에 파후드에서 이즈, 그리고 피르크로 시작되었는데, 오만 전사들의 강력한 저항으로 인해 술탄국의 병력은 철수할 수밖에 없었다. RAF는 이어서 8회 출격하여 오만 반군을 공격하고 피르크에서 많은 사상자를 냈다. 다음 날 캐머로니언은 피르크에서 남은 저항을 성공적으로 진압하여 술탄국 병력이 니즈와로 진격할 길을 열었다. 니즈와에서의 반란은 무스카트 연대와 인접한 휴전 오만의 휴전 오만 레비에 의해 진압되었다. 결정적인 요인은 술탄국이 받은 영국 특수부대(SAS) 병사들, 캐머로니언 제1대대, 제15/19 후사르 병력, RAF 전투기, 그리고 페렛 장갑차 편대의 직접적인 지원이었다. 탈리브의 병력은 접근하기 어려운 제벨 아크다르로 후퇴했다. SAF의 제벨로 향하는 몇 안 되는 길을 통한 공격은 쉽게 격퇴되었다.

### 교착 상태
술탄의 군대는 영국군 대령 데이비드 스마일리 지휘 하에 재편되었다. 바티나군은 북부 국경 연대(NFR)로 개칭되었고, 무스카트 및 오만 야전군의 잔존 병력은 새로운 무스카트 연대(MR)로 합병되었다. 각 부대 및 하위 부대 내에서 발루치족과 아랍 병사들이 섞여 있었다. 이는 부대가 오만 내륙 지역으로 이탈하거나 노골적으로 동정하는 것을 막았지만, 부대 내 긴장을 유발하고 언어 문제로 인해 명령이 자주 이행되지 않았다. 명목상 오만 병사들 중 다수는 도파르주 지방에서 모집되었으며, 다른 아랍인들에게 경멸받았다.
군대는 여전히 탈리브의 요새를 처리할 수 없었다. 제벨 아크다르로 가는 몇 안 되는 길은 공격 대대나 심지어 중대조차 배치하기에는 너무 좁았다. 제벨의 남쪽 면에 대한 한 번의 시도는 네 개의 보병 중대(나중에 아랍에미리트가 되는 휴전 오만 스카우트 두 중대 포함)를 사용하여 이루어졌다. 공격자들은 매복 공격을 받거나 차단될 위험에 처할 수 있다고 판단한 후 급히 철수했다. 또 다른 시도에서는 보병이 기만을 펼친 후 철수했고, 영국 왕립 공군의 아브로 섀클턴 폭격기가 집결했다고 추정되는 방어군을 폭격했지만 사상자는 발생하지 않았다. RAF 샤르자에서 이륙한 드 하빌랜드 베놈 전투기도 반군의 산악 요새를 폭격하고 기총소사하는 데 사용되었다. 2년 동안 반군 침투자들은 제벨 주변의 도로에 계속 지뢰를 매설하고, 술탄군(SAF)과 영국군 분리대 및 석유 회사 차량을 매복 공격했다. SAF는 제벨 기슭의 마을과 촌락에 소규모 분리대로 분산되어 있어 취약하고 방어적인 입장이었다. 그들의 무기(주로 제2차 세계 대전 시대의 영국 무기)는 탈리브의 전사들이 사용하는 최신 장비보다 효과적이지 못했다. 파키스탄 포병 중위 아슈라프의 지휘를 받는 발루치족으로만 구성된 SAF 포병 부대는 2문의 5.5인치 중포로 제벨 아크다르 정상의 고원 지대 정착촌을 괴롭혔지만 효과는 미미했다. RAF 항공기는 제벨의 고원 지대 내륙 정착촌을 계속 공격했으며, 이러한 공중 공격의 잔재는 여전히 존재한다. 추락한 베놈 FB4 제트기의 잔해와 오만 현지인들이 매장한 조종사 클라이브 오웬 왓킨슨 비행 중위의 무덤은 사이크 고원에 위치한다.

### 결정적인 영국군의 공격 (1959년)

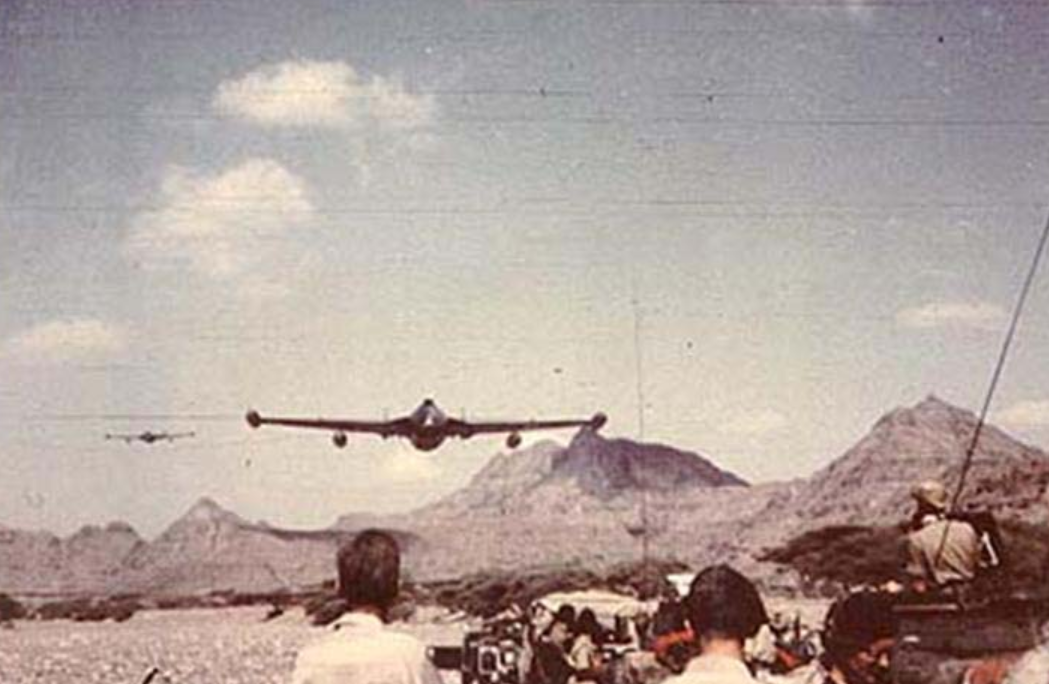
제벨 아크다르 전쟁 중 오만 상공을 비행하는 RAF 제8전투비행대대의 베놈 전투기

일부 영국군 장교들은 제벨을 탈환하려면 영국 여단의 전면적인 공격이 필요할 것으로 추정했다. 데이비드 스마일리와 앤서니 딘드러먼드 중령은 추가 SAS 병력이 필요하며 한 개 비행대대만으로는 이맘국을 격파하기에 충분하지 않다는 데 동의했다. 결국, 영국 특수공수연대의 두 개 비행대대가 앤서니 딘드러먼드 지휘 하에 배치되었다. 오만에서의 영국 비행대대 작전에 대한 낮은 언론 보도는 앤서니 딘드러먼드가 극동 지상군 참모장과 영국 육군성 부서를 설득하여 또 다른 비행대대를 추가하는 데 도움이 되었다. 한 비행대대는 제벨 아크다르 남쪽의 타누프에 주둔하고, 다른 비행대대는 제벨 아크다르 북쪽의 여러 위치에 주둔하기로 결정되었다. 니즈와에 데이비드 스마일리 지휘 하에 전술 작전 센터가 설치되어 북부 국경 연대, 무스카트 연대, 휴전 오만 스카우트 및 SAS 병력의 군사 작전을 조율했다. RAF 섀클턴 비행대대는 제벨 공격을 담당했고, RAF 베놈은 지상 작전 지원을 맡았다. RAF는 1958년 7월부터 12월까지 오만 내륙 지역을 대상으로 1,635회 출격하여 1,094톤의 폭탄을 투하하고 900발의 로켓탄을 발사하여 반군, 산 정상 마을, 수로를 공격했다.
1958년 12월 18일, SAS 부대가 이맘국의 위치에서 20야드 이내에 접근했을 때 공격을 받았지만, 두 번째 SAS 부대가 구출하러 왔다. 두 부대 모두 사상자 없이 철수했다. 12월 27일 밤, 두 SAS 부대가 아카바트 알다파르를 공격하여 SAS가 산에 접근할 수 있는 군사 기지를 구축했다. 전투는 다음 날 아침까지 계속되었고, SAS 부대는 MR과 NFR의 지원을 받아 반군을 격파하여 반군 20명이 사망했다. 12월 마지막 주는 산 주변에서 많은 격렬한 전투가 벌어졌다. 제벨 아크다르 북쪽의 외곽 진지에 대한 위장 작전을 펼친 후, SAS 부대는 밤에 제벨의 남쪽 면을 등반하여 반군을 기습했다. 고원에 도달하자마자 보급품이 낙하산으로 투하되었는데, 이는 일부 반군을 공수부대의 공격이라고 오해하게 만들었을 수도 있다. 1959년 1월 30일, SAS는 사이크와 슈라이자를 점령했고, 더 이상의 저항은 거의 없었다. 탈리브와 그의 전사들은 현지 주민 속으로 녹아들거나 사우디아라비아로 도피했다. 갈리브 이맘은 사우디아라비아로 망명했다. 5년간의 분쟁으로 수백 명의 반군이 사망했으며, 영국군과 술탄의 충성스러운 군대에도 상당한 인명 피해가 발생했다. 결정적인 1959년 공세로 인해 술탄군과 영국군 병사 13명, 그리고 마지막 한 달간의 전투에서 내륙 지역의 오만인 176명이 사망했다.

### 유엔의 호소
이맘국은 주로 유엔과 아랍 연맹과 같은 국제 기구에 의존하여 분쟁 해결을 호소했다. 루스타크의 왈리(주지사)였던 탈리브 알히나이와 제벨 아크다르의 왈리(주지사)였던 술레이만 빈 함야르는 이맘국의 인정을 구하고 영국 정부의 행동에 반대하기 위해 아랍 연맹과 유엔 앞에서 오만 문제를 제기했다. 이맘국의 대의는 이후 아랍 민족주의와 그 시기에 발생했던 다양한 형태의 반식민주의와 밀접하게 연관되었다. 1957년 8월, 유엔 안전 보장 이사회는 오만 내륙에 대한 "영국 침략"을 논의하기 위한 긴급 회의 요청을 고려하지 않기로 근소한 차이(찬성 5표 대 반대 4표)로 결정했다. 영국, 프랑스, 호주, 콜롬비아, 쿠바는 분쟁이 "내전"이자 정부 권위에 대한 반란을 구성한다는 이유로 아랍 국가들이 제기한 오만에 대한 "영국 침략" 혐의를 고려하는 것에 반대했다. 스웨덴, 이라크, 소련, 필리핀은 전쟁이 "국제 분쟁"이며 영국 정부가 오만 내륙에 대한 전쟁을 계획하고 직접 개입함으로써 유엔 헌장을 위반했다는 이유로 이 움직임에 찬성했다. 미국은 기권했으며 중국은 "불참"으로 집계되었다.
1960년 10월 1일, 10개 아랍 국가들이 오만 문제를 유엔 총회 의제 항목에 포함시켜 토론할 것을 요청했다. 1963년 12월 11일, 유엔 총회는 '오만 문제'를 연구하고 총회에 보고하기 위해 오만에 관한 임시 위원회를 설립하기로 결정했다. 1965년 12월 17일, '오만 문제' 결의안이 유엔 총회에서 채택되었는데, 이는 영국 정부와 해당 영토 당국이 오만에 관한 임시 위원회의 영토 접근을 허용하지 않아 협조하지 않은 것을 비판하고, 영국 정부에게 현지인들에 대한 모든 억압적인 조치를 중단하고 오만에 대한 영국의 통제를 끝내라고 촉구했다. 1966년 12월 20일과 1967년 12월 12일, 유엔 총회는 다수결로 '오만 문제'에 대한 새로운 결의안을 채택하여 영국 정부에게 현지인들에 대한 모든 억압적인 조치를 중단하고 오만에 대한 영국의 통제를 끝내며 오만 사람들의 자결권과 독립에 대한 양도할 수 없는 권리를 재확인하라고 촉구했다.

## 영국군 공격 논란
영국 국립 문서 보관소에서 기밀 해제된 정보에 따르면, 영국 정부는 오만 내륙 지역 주민들이 작물을 수확하는 것을 막고 물 공급을 차단하기 위해 공습으로 아플라즈 관개 시스템과 작물을 의도적으로 파괴한 것으로 나중에 밝혀졌다. 와디 베니 하비브와 사마일의 수로는 의도적으로 파괴된 물 공급원 중 일부였다. 사이크와 샤라이자 공습으로 이 지역의 경작은 "위험"해졌다. 더욱이, 이 문서들은 영국 외무부 장관이 1957년 8월 4일 오만 내륙에 거주하는 현지 주민들에게 사전 경고 없이 공습을 감행하는 것을 승인했음을 보여준다. 술탄의 언론인 비자 금지와 마시라 비행장을 사용하여 영국 정부가 은밀하게 공습을 감행할 수 있었던 점은 군사 작전을 저자세로 유지하는 데 도움이 되었다. 영국은 제벨 아크다르 전쟁에 대한 영국 언론 매체가 뉴스를 보도하기 시작하기 전까지 6년 반 동안 오만에서 전쟁을 벌이고 있었다. 1958년 영국의 정치 주재관 조지 미들턴은 전쟁에 대한 영국의 개입을 "인기 없고, 비민주적이며, 이기적인 권력자를 지지하는 것처럼 보이는 또 다른 사례이며, 사실상 철저히 반동적이고 '제국주의적'이라는 것"이라고 묘사했다.
1957년 7월 29일, 영국 하원은 "무스카트와 오만"이라는 제목으로 제벨 아크다르 전쟁에 대해 논의했다. 당시 외무부 장관 셀윈 로이드는 하원 의원들의 질문에 답변하면서, 이맘국이 시브 조약을 위반했다고 암시하며 "이 협정은 이맘이 외세의 도움을 받아 별도의 공국을 설립하려 했던 1955년 12월 이전 1, 2년 동안 부족들에 의해 위반되었다"고 말했다. 그러나 영국 기밀 해제 문서들은 시브 조약이 훨씬 더 일찍인 1945년 7월에 위반되었다는 것을 나중에 밝혔다. 당시 사이드 빈 타이무르 술탄이 영국 정부의 지원을 받아 알칼릴리 이맘(알히나이 이맘의 전임자) 사망 직후 이맘국으로 진격할 계획을 세웠다는 사실이 처음으로 드러났기 때문이다.

## 여파
이맘의 패배로 시브 조약은 종료되었고 자치 이맘국은 폐지되었다. 이맘국은 짧은 기간 동안 사우디아라비아 담맘에서 임시 망명 정부를 이끌었고, 이집트는 오만에서 전투가 계속되는 동안 카이로에 이맘국 사무소를 설립했다. 1960년대 초, 사우디아라비아로 망명한 이맘은 망명 국가와 다른 아랍 정부들의 지지를 얻었으나, 이 지지는 1980년대에 끝났다. '오만 문제'는 1971년까지 매년 유엔 총회 의제에 남아 있었다. 이맘국의 대의는 1970년까지 계속해서 추진되었다.
영국 왕립 공군(RAF)은 오만 내륙에 대한 공중 작전 기간 동안 2,080회 출격하여 1,750톤의 폭탄을 투하하고 3,843발의 로켓탄을 발사했다. 영국의 중동 개발국은 제벨 아크다르의 주택 90%가 손상되었으며, 그중 50%는 완전히 파괴되었다고 추정했다. 제벨 아크다르의 군정장관으로 임명된 맥스웰 중령은 모든 제벨 아크다르 마을의 아플라즈 수로와 저수지가 손상되었음을 보여주는 보고서를 제출했다.
패배에도 불구하고 일부 반군들은 사우디아라비아 또는 아랍에미리트를 통해 오만으로 계속 침투하여 지뢰를 매설했고, 이는 술탄군(SAF) 부대와 민간 차량에 계속해서 사상자를 발생시켰다. 1961년 두바이 해안에서 발생한 다라의 치명적인 침몰은 그러한 지뢰에 의해 발생한 것으로 추정된다. 카이로의 오만 사무소는 나중에 다라 침몰과의 관련성을 부인했다. SAF는 이러한 침투를 막을 병력이 부족했다. 1960년에는 준군사 조직인 오만 헌병대가 SAF를 이 임무에서 돕고 일반 경찰 업무를 인계받기 위해 창설되었다. 지뢰 캠페인은 결국 점차 사라졌다.
살랄라와 마시라 섬의 공군 기지는 1977년까지 영국의 통제 하에 있었고, 영국 지휘관들은 1990년대 후반까지 술탄국의 군대를 계속 지휘했다.

## 갤러리

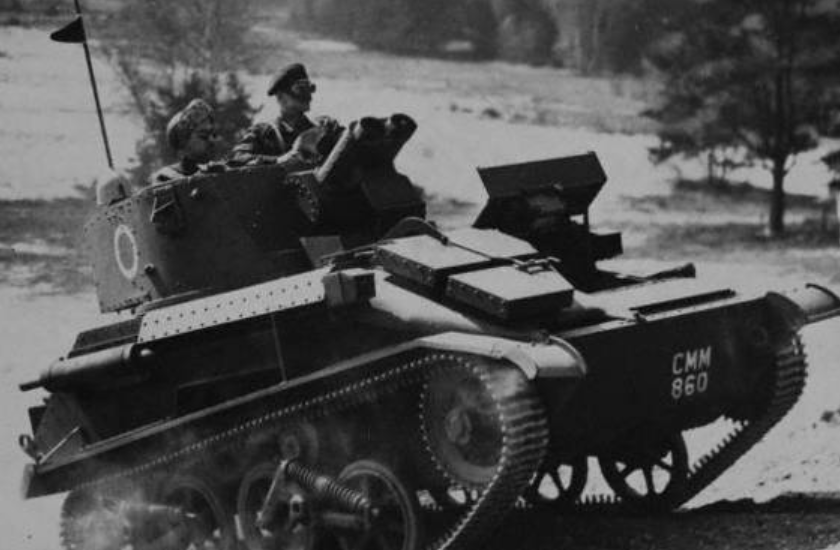
전쟁 전 1938년 영국 올더샷에서 영국군 훈련을 지켜보는 무스카트 술탄 사이드 빈 타이무르
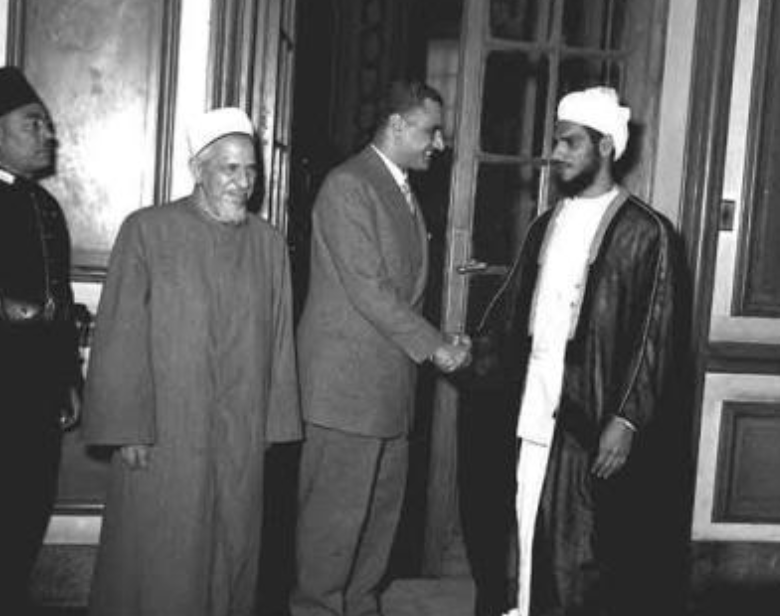
카이로에서 악수하는 탈리브 알히나이 (오른쪽)와 이집트 대통령 가말 압델 나세르 (왼쪽)
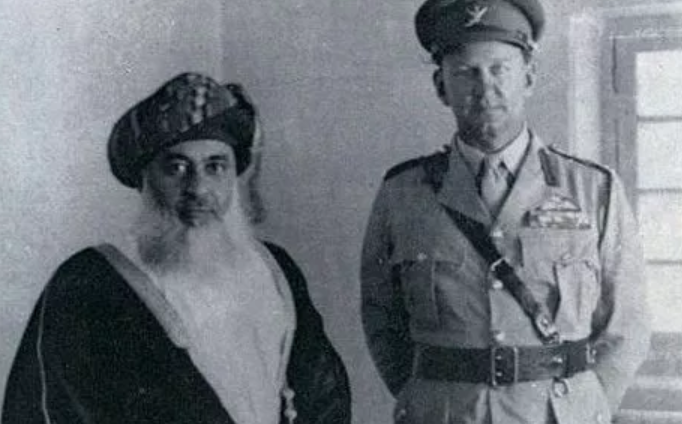
무스카트 술탄 사이드 빈 타이무르와 영국군 데이비드 스마일리 대령
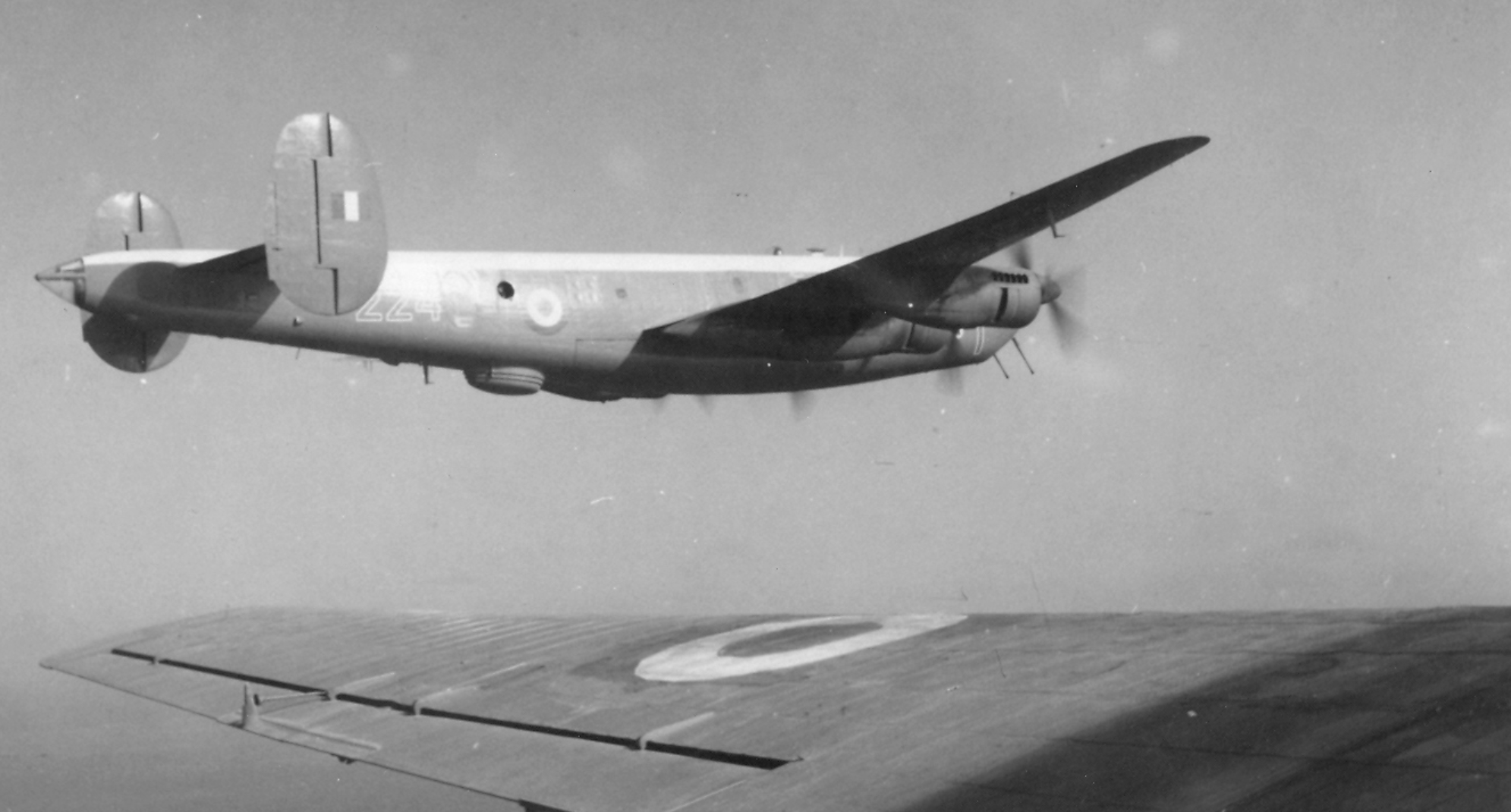
제벨 아크다르 캠페인 중 마시라 공군 기지 근처에서 대형을 이루어 비행하는 제224 비행대대의 섀클턴

## 같이 보기
- 오만 술탄
- 근현대 중동 분쟁